# Liste de microquasars
Voici une liste de microquasars. Un microquasar est une étoile binaire possédant les mêmes ingrédients essentiels que les quasars : un trou noir, un disque d'accrétion et des jets de matière ; mais les microquasars peuvent être isolés, ils peuvent produire un disque d'accrétion avec un nuage de gaz. Le terme a été inventé par I. Felix Mirabel et Luis F. Rodríguez dans un article décrivant l'observation de jets relativistes supraluminiques dans un système galactique appelé GRS 1915+105. GRS 1915+105 est le premier microquasar à avoir été découvert.

## Liste de microquasars générés par des trous noirs
| Nom                       | Masse du trou noir | Compagnon          | Constellation | Notes |
| ------------------------- | ------------------ | ------------------ | ------------- | --- |
| 4U 1630-472               | 3 - 9 M⊙           | Étoile géante      | Règle         | Le trou noir siégeant au centre du microquasar tourne sur lui même à ~95 % de la vitesse de la lumière                                                                                  |
| 1E 1740,7-2942            | 10 M⊙              | Géante rouge       | Sagittaire    | Ce microquasar est surnommé "Grand Annihilateur" |
| XTE J1118+480             | 6,1 M⊙             | Étoile géante      | Grande Ourse  | |
| XTE J1550-564             | 10,7 M⊙            | Supergéante jaune  | Règle         | |
| GRO J1655-40              | 7 M⊙               | Étoile naine       | Scorpion      | Il est aussi un microquasar, avec la particularité supplémentaire d'être une étoile en fuite.                                                                                           |
| GX 339-4                  | 5.8 M⊙             |                    | Autel         | La limite inférieure à la masse du compagnon sombre de l'étoile, vaut 5,8±0,5 masses solaires, largement au-dessus de la masse maximale d'une naine blanche ou d'une étoile à neutrons. |
| XTE J1819-254             | 9.61 M⊙            | Supergéante bleue  | Sagittaire    | XTE J1819-254 est une binaire X de période orbitale égale à 2,816 jours |
| XTE J1859+226             | 5 - 12 M⊙          | Supergéante bleue  | Petit Renard  | |
| GRS 1915+105              | 14 M⊙              | Supergéante rouge  | Aigle         | Lors de la première estimation de la vitesse de son jet, les résultats donnaient des vitesses supérieures à celle de la lumière                                                         |
| Cygnus X-1                | 21 M⊙              | Supergéante bleue  | Cygne         | Il fut le premier candidat trou noir clairement identifié. |
| XTE J1720-318             |                    |                    | Scorpion      | |
| Cygnus A-X2               |                    | Aucun              | Cygne         | Il est un microquasar sans compagnon se situant dans la galaxie Cygnus A |
| KB2007 J151443.5+365051.0 | 1 500 M⊙           | Aucun              | Bouvier       | Il est un microquasar extragalactique |
| SCM2012 VLA2              | 10 et 20 M⊙        | Double microquasar | Sagittaire    | Double microquasar dans l'amas globulaire M22 |
| KRL2007b 247              |                    | Aucun              | Scorpion      | Microquasar errant sans compagnon |
| NGC 4472 X-3              |                    | Étoile géante      | Vierge        | Microquasar se situant dans la galaxie M49 |
| MAXI J1803-298            | 2.1–7.2 M⊙         | Aucun              | Sagittaire    | Microquasar errant à grande vitesse dans la Voie lactée |
| CXOU J122941.0+075744     | ∼1 000 M☉          | Aucun              | Vierge        | Il est un microquasar extragalactique |
| XMMU J004243.6+412519     | ∼100 M☉            | Aucun              | Andromède     | Microquasar le plus lointain observé, il se situe dans la galaxie d'Andromède à 2,5 millions d'années-lumière de la Terre.                                                              |

## Liste des microquasars générés par des étoiles à neutrons
| Nom         | Masse de l'étoile à neutrons | Compagnon          | Constellation     | Notes                                                                                           |
| ----------- | ---------------------------- | ------------------ | ----------------- | ----------------------------------------------------------------------------------------------- |
| KS 1731-260 | 1,2 M⊙                       | Géante rouge       | Serpentaire       | Selon les estimations, la température de surface de KS 1731-260 est de T = 9,35 ± 0,25 x 107 K. |
| V691 CrA    | 1,14 – 2,32 M⊙               |                    | Couronne australe | Il est un système binaire X à faible masse possédant des émissions X très énergétiques.         |
| LS 5039     | 1,4 M⊙                       | Supergéante bleue. |                   |                                                                                                 |

## Liste des microquasars générés par des naines blanches
| Nom               | Masse de la naine blanche | Compagnon         | Constellation | Notes                                                                                                 |
| ----------------- | ------------------------- | ----------------- | ------------- | --- |
| CI Camelopardalis | 0,9 M⊙                    | Supergéante bleue | Girafe        | Cette binaire X à forte masse est la première de type sgB[e], elle est aussi une supernova imposeuse. |